# Caulonia
Caulonia  község (comune) Calabria régiójában, Reggio Calabria megyében.

## Fekvése
A megye északkeleti részén fekszik, a Jón-tenger partján. Határai: Nardodipace, Pazzano, Placanica, Roccella Ionica és Stignano.

## Története
A települést a szürakuszaiak által, az i. e. 4. században elpusztított Kaulon lakosai alapították. 1863-ban vette fel elődje nevét, addig Castelvetere néven volt ismert. A 19. században nyerte el önállóságát, amikor a Nápolyi Királyságban felszámolták a feudalizmust.

## Népessége
A népesség számának alakulása

## Főbb látnivalói
- Santa Maria Assunta-templom más néven La Cattolica
- San Zaccaria-templom
- Madonna dell’Immacolata-templom